# Sapajus flavius
Khỉ mũ lông vàng (Danh pháp khoa học: Sapajus flavius) là một loài khỉ mũ (khỉ Capuchin) được phân loại vào chi khỉ mũ mình dày (Sapajus). Đây là loài khỉ đang ở trong tình trạng nguy cấp, chúng đã được khám phá ra vào năm 2006. Khỉ mũ lông vàng là loài bản địa của vùng Đông Bắc Brazil và hiện nay ước tính quần thể của chúng chỉ còn khoảng 180 cá thể còn tồn tại được ghi nhận. Chúng có đặc điểm là màu lông toàn thân vàng đều và óng ả với một vệt màu trắng trên đầu; mặt chúng hồng hào; lòng bàn tay và bàn chân màu đen. Đầu và thân khoảng 35-40cm; đuôi của chúng dài gần tương đương với mình. Trọng lượng một con khỉ mũ lông vàng cỡ khoảng 2-3kg.

## Phân loại
Khỉ Capuchin lông vàng lần đầu tiên được mô tả như là "Caitaia" bởi Georg Marcgrave vào năm 1648. Năm 1774, Johann Christian Daniel von Schreber đã xem Simia flavia là một loài độc lập (một loài riêng), nhưng từ lâu nó đã không hề có bất kỳ mẫu vật nào. Mãi cho đến năm 2006, các nhà nghiên cứu mới chỉ định kiểu mẫu tiêu chuẩn của nó. Trong bài viết chỉ định kiểu mẫu của các nhà nghiên cứu, thì Oliveira và Langguth đã xác nhận tính nhất quán của Marcgrave, Schreber về những con khỉ này, gán công cho Schreber, và thiết lập một sự kết hợp mới của tên khoa học của nó, C. flavius-Schreber, 1774.
Cùng năm 2006, Mendes Pontes và Malta đã báo cáo C. queirozi là một loài mới. Tuy nhiên, de Oliveira và các cộng tác viên của ông đã chỉ ra sự tồn tại của các nghiên cứu trước đó, đó là những nghiên cứu của Marcgrave và Schreber, cũng như sự không phù hợp của Mendes Pontes và mẫu vật của Malta, và do đó coi C. queirozi là một từ đồng nghĩa cơ sở. Rylands và Mittermeier theo dõi quan điểm của Oliveira và Langguth. Năm 2011, Jessica Lynch Alfaro và cộng sự đã đề xuất rằng các những con khỉ mũ mình dày như vậy (trước đây là nhóm C. apella) được xếp trong một chi riêng biệt, Sapajus, từ các con khỉ mũ mình thon (trước đây là nhóm C. capucinus) vẫn được giữ lại trong chi Cebus.

## Phân bố
Loài này sinh sống ở khu vực phía đông bắc Đại Tây Dương ở các bang Paraíba, Pernambuco và Alagoas ở phía đông bắc Brazil. Khỉ Capuchin lông vàng đã được tái phát hiện trong hai mảnh rừng gần khu vực Đại Tây Dương ở Paraíba, Trạm thí nghiệm Camaratuba và Khu bảo tồn di sản thiên nhiên tư nhân Engenho Gargaú. Động vật mẫu đã được bắt giữ và kiểm tra. Trong khu bảo tồn Gargaú, chúng có vẻ khỏe mạnh và có lẽ là một quần thể khả thi trong 100 năm tới. Quần thể Camaratuba có nguy cơ tuyệt chủng rất cao, lên đến 50%. Chúng cũng đã được nhìn thấy trong Trạm sinh thái Pau-Brasil ở Paraíba, ngay phía nam nhà ga Camaratuba.